# نگهبانان سرزمین میانه
نگهبانان سرزمین میانی (انگلیسی: Guardians of Middle-earth) یک بازی ویدئویی در سبک میدان جنگ برخط چندنفره است که توسط مونولیث پروداکشنز توسعه یافته و به‌وسیلهٔ سرگرمی تعاملی برادران وارنر در ۴ دسامبر ۲۰۱۲، برای کنسول‌های پلی‌استیشن ۳، اکس‌باکس ۳۶۰ منتشر شده‌است. بازی همچنین بعدها در تاریخ ۲۹ اوت ۲۰۱۳، برای مایکروسافت ویندوز در دسترس قرار گرفت.